# White pride

Прапор руху білих супремасистів з написом White Pride World Wide (Всесвітня біла гордість)

White pride (укр. Біла гордість) або white power (укр. Біла міць) —  громадський рух та вираз англійською мовою, який переважно використовують сепаратистські, білі націоналістичні, американські неонацистські організації та представники переваги білих, щоб проявити позицію переваги білої раси над іншими.

## Походження
Керол Свейн і Рассел Нілі стверджують, що рух «White pride» є відносно новим явищем в США, стверджуючи, що протягом 1990-х зароджувалася «нова біла гордість, білий протест, і біла расова самосвідомість». Вони визначають, що цьому сприяють три фактори: збільшення припливу іммігрантів в 1980-х і 1990-х, зростання обурення з приводу позитивних дій, а також зростання ролі Інтернету як інструмента для висловлення протесту.